# Тамара и Демон
«Тамара и Демон», или «Не плачь, дитя, не плачь напрасно…», — иллюстрация русского художника Михаила Врубеля к поэме М. Ю. Лермонтова «Демон». Иллюстрация была создана в 1890—1891 годы и в настоящее время хранится в Государственной Третьяковской галерее.

## История создания
В 1891 году Михаил Врубель выполнил десятки иллюстраций к юбилейному изданию сочинений М. Ю. Лермонтова под редакцией П. П. Кончаловского.
Из 36 рисунков, которые выполнил Врубель в рамках этого заказа, 20 вошло в издание типографии И. Н. Кушнарева, из них 11 рисунков иллюстрировали «Демона». Издательство декларировало цель — «сделать это издание по возможности характерным и самостоятельным в художественном отношении… Мы искали в рисунках не шаблонных иллюстраций по заказу, по большей части сухих, однообразных и скучных, а искали в них характера, жизни, словом сколько-нибудь художественного произведения».
Слава открытия таланта иллюстратора у Врубеля принадлежит П. П. Кончаловскому, который отвечал за иллюстрации издания. Среди маститых иллюстраторов, привлеченных к работе, было всего четыре молодых художника — Серов В. А., Коровин К. А., Пастернак Л. О. и Врубель. По воспоминаниям сына Кончаловского первым из молодых художников его отец пригласил Пастернака. Пастернак посоветовал Кончаловскому привлечь для иллюстраций к «Демону» В. А. Серова. Серов согласился выполнить работу, но посоветовал Кончаловскому привлечь к работе над «Демоном» Врубеля, так как он давно работал над образом Демона и Серов об этом знал.
Врубель принес свой рисунок Демона на фоне Казбека — рисунок настолько понравился Кончаловскому, что он снял для Врубеля комнату под своей квартирой и художник бывал у Кончаловского ежедневно. Большинству критиков рисунки Врубеля не нравились, Кончаловскому приходилось их яростно отстаивать перед издателями.

## Описание
Иллюстрация выполнена на бежевой бумаге размером 95,5 х 64,3 см в очень необычной технике — только с помощью чёрной акварели и белил.
Рисунок иллюстрирует сцену одного из роковых свиданий Демона и Тамары в монастырской келье:
Рыдает бедная Тамара;

Слеза катится за слезой,

Грудь высоко и трудно дышит:

И вот она как будто слышит

Волшебный голос над собой:

"Не плачь, дитя! Не плачь напрасно!

Твоя слеза на труп безгласный

Живой росой не упадёт:

Она лишь взор туманит ясный,

Ланиты девственные жжёт!

Он далеко, он не узнает,

Не оценит тоски твоей;

Небесный свет теперь ласкает

Бесплотный взор его очей;